# Cretornis
Cretornis (лат.) — род птерозавров, найденный в верхнемеловых отложениях (туронский ярус) на территории Чехии.

## Описание
Известен по единственному виду — Cretornis hlavaci. Голотип представляет собой неполное левое крыло, включая плечевую кость, дальний фрагмент локтевой кости, дальний фрагмент пястных костей крыла, ближний фрагмент первой фаланги крыла, фрагмент сустава второй фаланги крыла, а также набор элементов конечностей. На основе сравнения с ближайшими сородичами, размах крыльев птерозавра оценивается в 1,5—1,6 метра.
Образец обнаружил фармацевт Hlaváč близ деревни Zářecká Lhota, в окрестностях города Хоцень в 1880 году. В 1881 году чешский натуралист Антонин Фриц назвал и описал окаменелость как типовой образец Cretornis hlaváči. Родовое наименование происходит от лат. creta — «мел», с отсылкой на меловой период, и греч. ὄρνις, ornis — «птица», поскольку Фриц решил, что кости принадлежали древней птице. Видовой эпитет дан в честь первооткрывателя находки. Впоследствии выяснилось, что окаменелые останки принадлежали новому виду птерозавров. Название оказалось неверным, и палеонтолог Ричард Лидеккер переименовал его в Ornithocheirus hlavaci в 1888 году. 

## Систематика и классификация
Долгое время образец классифицировался как Ornithocheirus hlavaci, однако более полный анализ крыла показал, что животное принадлежало к группе Azhdarchoidea, возможно, к Neoazhdarchia. В 2015 году в своей работе А. Аверьянов и Б. Экрт вернули виду прежнее название Cretornis hlavaci. Выяснилось, что он является более продвинутым, чем представители Thalassodromidae и разделял много общих черт с Montanazhdarcho.
По данным сайта Fossilworks, на апрель 2016 года в род включают 1 вымерший вид и 3 синонима-комбинации.
- Cretornis hlavaci Frič, 1881, синонимы:
  - Cretornis hlavatschi Frič, 1881, orth. var.
  - Ornithocheirus hlavaci (Frič, 1881)
  - Ornithocheirus hlavatschi (Frič, 1881)